# James Marcelin
James Marcelin (ur. 13 czerwca 1986 w Saint-Marc) – haitański piłkarz występujący na pozycji defensywnego pomocnika, zawodnik amerykańskiego Miami United FC.

## Kariera klubowa
Marcelin rozpoczynał swoją karierę piłkarską w drużynie Roulado Gonaïves. W Ligue Haïtienne zadebiutował w wieku siedemnastu lat i w jesiennym sezonie Fermeture 2003 zdobył ze swoim zespołem mistrzostwo kraju. W 2006 roku przeszedł do najbardziej utytułowanego klubu na Haiti – Racing Club Haïtien z siedzibą w stołecznym mieście Port-au-Prince. Szybko wywalczył sobie miejsce w pierwszym składzie; podczas trzy i półrocznego okresu spędzonego w Haïtien został jednym z najlepszych zawodników ligi, jednak nie osiągnął ze swoją drużyną żadnego poważniejszego sukcesu.
W połowie 2008 roku Marcelin przeszedł do portorykańskiego klubu Puerto Rico Islanders, występującego w drugiej lidze amerykańskiej – USL First Division. W swoim debiutanckim sezonie w nowym klubie zajął z nim pierwsze miejsce w regularnym sezonie, natomiast w fazie play-off zdołał dotrzeć aż do finału, przegrywając w nim ostatecznie z Vancouver Whitecaps. W rozgrywkach Ligi Mistrzów CONCACAF jego drużyna sensacyjnie odpadła za to dopiero w półfinale. W kolejnych rozgrywkach, 2009, Islanders z Marcelinem w wyjściowej jedenastce doszli do finału CFU Club Championship.
W 2010 roku Marcelin podpisał umowę z innym amerykańskim drugoligowcem – Portland Timbers z USSF Division 2 Professional League. Po roku spędzonym na zapleczu najwyższej klasy rozgrywkowej jego ekipa dołączyła do rozgrywek Major League Soccer. Tam zawodnik rozegrał swój pierwszy mecz 3 kwietnia 2011 z New England Revolution (1:1). Pod koniec kwietnia 2012 odszedł z zespołu, natomiast kilka dni później, w maju 2012, został graczem innej drużyny z MLS, FC Dallas.
W 2013 roku Marcelin był zawodnikiem drużyny Antigua Barracuda z Antigui i Barbudy, grającej w amerykańskiej lidze USL Pro. Następnie występował w zespołach Fort Lauderdale Strikers oraz North Carolina FC z NASL, a w 2018 przeszedł do Miami United FC z NPSL.

## Kariera reprezentacyjna
W seniorskiej reprezentacji Haiti Marcelin zadebiutował jako dwudziestolatek, jeszcze podczas gry w Racing Club Haïtien. W 2007 roku został powołany na Złoty Puchar CONCACAF, gdzie wystąpił w jednym meczu, natomiast jego drużyna nie zdołała wyjść z grupy i awansować do ćwierćfinału. Wystąpił w jednym meczu w ramach eliminacji do Mistrzostw Świata 2010, na które jednak Haitańczycy nie zakwalifikowali się. W 2009 roku po raz kolejny znalazł się w składzie na Złoty Puchar CONCACAF, podczas którego tym razem był podstawowym zawodnikiem kadry, występując we wszystkich czterech spotkaniach i 8 lipca w wygranej 2:0 konfrontacji fazy grupowej z Grenadą zdobył premierowego gola w reprezentacji. Haitańczycy odpadli ostatecznie w ćwierćfinale.
Marcelin wziął również udział w czterech pojedynkach wchodzących w skład eliminacji do Mistrzostw Świata 2014, podczas których wpisał się na listę strzelców dwukrotnie – w spotkaniach z Wyspami Dziewiczymi Stanów Zjednoczonych (6:0) i Curaçao (4:2). Haitańczycy ponownie nie zdołali się jednak zakwalifikować na mundial,